# Декейтер (Теннессі)
Декейтер (англ. Decatur) — місто (англ. town) в США, в окрузі Меґс штату Теннессі. Населення — 1563 особи (2020).

## Географія
Декейтер розташований за координатами 35°31′58″ пн. ш. 84°47′26″ зх. д. / 35.53278° пн. ш. 84.79056° зх. д. (35.532749, -84.790551).  За даними Бюро перепису населення США в 2010 році місто мало площу 7,78 км², з яких 7,78 км² — суходіл та 0,00 км² — водойми. В 2017 році площа становила 9,83 км², уся площа — суходіл.

## Демографія
Згідно з переписом 2010 року, у місті мешкало 1598 осіб у 628 домогосподарствах у складі 418 родин. Густота населення становила 205 осіб/км².  Було 681 помешкання (88/км²).
Расовий склад населення:
| - 97,9 % — білих - 0,8 % — корінних американців - 0,6 % — чорних або афроамериканців - 0,1 % — азіатів |

До двох чи більше рас належало 0,5 %. Частка іспаномовних становила 1,0 % від усіх жителів.
За віковим діапазоном населення розподілялося таким чином: 22,2 % — особи молодші 18 років, 59,7 % — особи у віці 18—64 років, 18,1 % — особи у віці 65 років та старші. Медіана віку мешканця становила 41,3 року. На 100 осіб жіночої статі у місті припадало 90,7 чоловіків;  на 100 жінок у віці від 18 років та старших — 87,3 чоловіків також старших 18 років.
Середній дохід на одне домашнє господарство  становив 39 954 долари США (медіана — 29 141), а середній дохід на одну сім'ю — 48 598 доларів (медіана — 38 977). Медіана доходів становила 35 345 доларів для чоловіків та 31 875 доларів для жінок. За межею бідності перебувало 21,9 % осіб, у тому числі 27,1 % дітей у віці до 18 років та 11,2 % осіб у віці 65 років та старших.
Цивільне працевлаштоване населення становило 506 осіб. Основні галузі зайнятості: виробництво — 32,8 %, освіта, охорона здоров'я та соціальна допомога — 17,0 %, науковці, спеціалісти, менеджери — 11,7 %, транспорт — 7,7 %.